# Curro Claret
Curro Claret Martí (Barcelona, 1968) és un dissenyador industrial català. Compagina aquesta tasca amb la docència i, esporàdicament, amb altres activitats afins. És un exponent del disseny català a nivell internacional i forma part de la nova generació del disseny espanyol de dècada de 2000. Els seus projectes es caracteritzen per tenir un caràcter social i mediambiental.
Cursà els estudis de disseny industrial a ELISAVA i realitzà part d'un màster al Central Saint Martins, College of Art and Design de Londres. En tornar a Barcelona va treballar en diferents treballs relacionats amb el món del disseny, com en una fàbrica d'automobilisme fent peces per a cotxes, i en diferents estudis de disseny i arquitectura.
A partir de 1998 començà a encaminar la seva carrera com a dissenyador freelance i des de llavors ha estat en diferents sectors del disseny realitzant petits objectes, mobles, làmpades, instal·lacions, happenings, interiorisme, etc. per a diferents empreses, institucions, galeries i particulars, entre les quals destaquen Barcelona Tecnologia, Cha-Cha, Massimo Dutti, Camper, Zicla, Alis, Formica, Diagonal Glass Collection, FAD, Ajuntament de Barcelona, Galeria H2O, COAC (Col·legi Oficial d'Arquitectes de Catalunya), Butzaki, Balvi, Conexiones Improbables, Centre de Creations La Cuisine, Departament de Medi Ambient de Catalunya, Fundació Arrels, etc.
Al mateix temps ha exercit de professor de disseny industrial a l'Escola Superior de Disseny Elisava i, de manera esporàdica, en altres centres: Universitat Internacional de Catalunya, Escola Superior d'Arquitectura Ramon Llull i Escola de Disseny i Art Eina. També ha sigut professor convidat en universitats estrangeres: University of Calgary EVDS i Pontífica Universitat Javeriana de Bogotà (Colòmbia). Al llarg d'aquests anys ha impartit nombroses conferències i workshops a Espanya, França, Irlanda, Dinamarca, Txèquia, Brasil, EUA, Colòmbia, Corea i Tailàndia. En diferents ocasions, ha col·laborat amb el Foment de les Arts i el Disseny i l'ADI-FAD.
Els seus projectes de disseny s'han exposat en institucions, galeries i museus d'Espanya, Londres, Suïssa, Milà, Japó, Alemanya i París, entre altres llocs. També han rebot nombroses distincions i premis, com per exemple, el Premi Nacional Disseny contra la pobresa, convocat el 2010 amb motiu de l'Any Europeu contra la pobresa i l'exclusió social en què l'autor participà amb Tamboret 300. Els seus projectes són senzills, poètics i directes. Posen de manifest qüestions que la nostra societat actual sembla oblidar. Realitza objectes amb una perspectiva diferent, que proposen solucions senzilles i honestes sobre qüestions quotidianes. Ens fan reflexionar sobre el malbaratament que duem a terme en el nostre dia a dia, ens conviden a prendre'ns la vida d'una altra manera i a adoptar un paper més compromès amb la resta del món.
| « | El disseny que vol mirar cap endavant ha d'assumir unes responsabilitats (amb les persones i el medi) que fins ara no ha fet. Aquestes responsabilitats van més enllà de complir amb la llei i les normatives vigents, perquè aquestes lleis i normatives de per si no semblen suficients per a avançar. S'ha de viure d'una altra manera, més justa i equilibrada, i òbviament el disseny ha d'ajudar-lo en aquesta tasca. | » |

Els dissenys de Curro Claret aborden diverses qüestions sobre la vida en societat des d'uns paràmetres diferents als habituals. Suposadament el disseny ha de tenir com a primera prioritat les persones, però sovint això no està tan clar (molts altres interessos es barregen i passen per sobre). En el disseny, Curro Claret creu que el rol i la implicació de les persones en la construcció de l'entorn ha de ser molt més gran, intensa i plaent del que normalment resulta. Li agradaria pensar que tot i l'evident supremacia que té la imatge en el disseny, estem vivint una creixent percepció i valorització que el més important no és només l'objecte final, sinó sobretot el que és capaç de promoure, generar i catalitzar durant el seu procés de gestació i posteriorment en l'ús.
Té projectes d'ambicions molt diferents, tractant diversos àmbits de la vida com poden ser la salut, l'alimentació, la tercera edat, l'ús de l'espai públic, el moviment del 15M, les relacions entre locals i nouvinguts, les relacions laborals del primer món amb les d'altres països amb mà d'obra més barata o les respostes davant de desastres naturals. La majoria dels seus projectes tenen un tret en comú: un cert toc o gir que fa que el projecte desperti un somriure en aquell que ho contempla, així com, un caràcter social i mediambiental.

## Premis i altres distincions
- 2009 Primer Premi de Disseny per al Reciclatge (Generalitat de Catalunya),[10] per Separador de carril bici ZEBRA]
- 2010 Primer Premi Disseny Contra la Pobresa i L'exclusió Social (Ministeri de Cultura d'Espanya).[11]
- 2011 Segon Premi Best Recicled Product (European Association of Plastics Recycling and Recovery Organisations)
- 2013 Premi la Medalla Fad 2013[12]
- 2013 Guardonat en l'edició dels Premis Ciutat de Barcelona,[13] en la categoria de Disseny per les peces presentades a l'exposició Un dilema, l'art contemporani i la Inversió en la certesa com a resultat de la col·laboració amb la Fundació Arrels.